# Quitobiosa

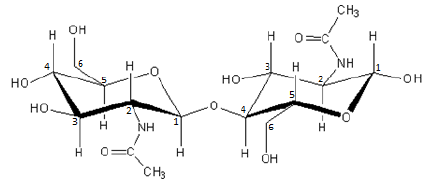
Estructura química de la quitobiosa

La quitobiosa és un disacàrid resultant de la unió de monòmers β-glucoses 1,4. Hi ha ambigüitats quant a l'estructura que fa referència el nom, a causa del mètode pel qual es va aïllar per primera vegada.
La quitobiosa és la forma condensada de 4‐O‐ (2‐amino‐2‐desoxi‐β‐D‐glucopiranosil)‐2‐amino‐2‐desoxi‐d‐glucosa i és el disacàrid que constitueix la quitina.
Aquest disacàrid és emprat per B.Burgdorferi per produir N-acetilglucosamina, un component de la paret cel·lular bacteriana i és regularitzada pel regulador de resposta rrp1. S'ha trobat que una soca mutant de rrp1 causa dèficits de creixement amb B. burgdorferi.
A l'Escherichia coli, l'operó chb participa en la utilització de la celobiosa i els β-glucòsids quitobiosa. El gen chbG de l'operó chb codifica una quitooligosacàrida desacetilasa.